# Calamagrostis stolizkai
Calamagrostis stolizkai är en gräsart som beskrevs av Joseph Dalton Hooker. Calamagrostis stolizkai ingår i släktet rör, och familjen gräs. Inga underarter finns listade i Catalogue of Life.